# Miacis
Miacis — рід вимерлих хижих ссавців, які з'явилися в пізньому палеоцені й також жили в еоцені. Рід Miacis не є монофілетичним, а є різноманітною колекцією видів, які належать до стовбурової групи в межах Carnivoramorpha. Більшість видів Miacis належать до групи ранніх м'ясоїдних тварин, які представляють предків сучасного порядку Carnivora.
Види Miacis були п'ятикігтими, розміром приблизно з ласку (~30 см) і жили на Північноамериканському та Євразійському континентах. Вони зберегли деякі примітивні характеристики, такі як низькі черепи, довгі стрункі тіла, довгі хвости та короткі ноги. Miacis зберіг 44 зуба, хоча деяке скорочення цієї кількості, очевидно, відбувалося, а деякі зуби зменшилися в розмірі.
Задні кінцівки були довшими за передні, таз за формою і структурою був схожий на собаку, а деякі особливі риси були присутні в хребцях. Він мав висувні кігті, спритні суглоби для лазіння та бінокулярний зір.
Як і багато інших ранніх хижоподібних, статура добре підходила для альпіністського способу життя з гострими кігтями, а кінцівки й суглоби, нагадували такі у сучасних хижаків. Miacis, ймовірно, були дуже спритними мешканцями лісу, які полювали на менших тварин, як-от дрібні ссавці, рептилії та птахи, а також міг їсти яйця та фрукти.